# چلان علیا
چلان علیا یکی از روستاهای استان آذربایجان شرقی است که در دهستان سراجوی شرقی بخش سراجو شهرستان مراغه واقع شده‌است که دارای زمستان های سرد است کار اصلی روستاییان دامداری و کشاورزی و انواع مرکبات به خصوص سیب قرمز و زرد تولید می‌شود